# Преподаватели в средно училище „Любен Каравелов“ (Копривщица)
От 1871 – 1872 учебна година, когато в Копривщица е въведена звучната метода вместо взаимоучителната или Бел-Ланкастърската метода, взаимното училище е преименувано на начално, а учителите започнали да се казват начални учители вместо взаимни учители. През тази учебна година заплатата на Найден Попстоянов е намалена на 2482 гроша, а на новия класен учител Христо Попмарков е дадена 8498 гроша заплата. Учителят Найден Попстоянов е бил един от дейните и почитани учители в Копривщица. Възможно е той да не е учителствувал през цялата тази учебна година.

## Преподаватели в средно училище „Любен Каравелов“ 1820 – 1910

### Главни учители
- Геро Добрович-Мушек – (1824 – 1830), (1834 – 1853)[1]
- Неофит Рилски – (1837 – 1838)
- Христо Пулеков – (1839 – 1854), (1858 – 1899)[2]
- Найден Геров – (1846 – 1847) – създател на Първото класно училище в България – „Св. св. Кирил и Методий“ в Копривщица, днес паметник на просветното дело
- Христо Попмарков – (неизв. – 1862)[3]
- Веселин Груев – (1862 – 1865) – изработва Уставът на училището[3]
- Петър Жилков – (1861 – 1876), (1878 – 1909) – по негова инициатива училището е отворено отново през 1878 г.
- Нешо Попбрайков – (1865 – 1867), (1875 – 1876)
- Найден Попстоянов – (1869 – 1876)

### Класни учители
- Даскал Никола Самоковеца – (1822 – 1824)[1]
- Йоан Димитриев – (1828 – неизв.)[1]
- Даскал Величко – (1830 – неизв.)[1]
- Дякон Йосиф Светогорски – (1830 – 1834) – въвел източно пеене (псалтикия) и смятане, и то само първите три аритметически действия[1]
- Георги Божилович – (1849 – 1852), сърбин, преподавател по турски език[1]
- Христо Г. Данов – (1849 – 1850)[1]
- Георги Груев – (1850 – 1851)[4]
- Йоаким Груев – (1855 – 1856)[4]
- Димитър Тонджуров – (1857 – 1858)[1]
- Стоян Веженов – (1862 – 1863), от Клисура[1]
- Стоян Делчов – (1864 – 1865)[1]
- Груйо Манев – (1864 – 1865)[1]
- Тодор Табаков – (1867 – 1868)[1]
- Генчо Белчев – (1870 – 1876)[4]
- Никола Беловеждов – (1873 – 1876)[1]
- Атанас Хаджиславчов – (1876 – 1877)[1]
- Тодор Малеев – (1876 – 1877)[1]

### Взаимни учители
- Захарий Круша – (1833 – 1836), (1857 – 1858) – 1835 – 1836 въвежда Взаимоучителения метод[1]
- Груйо Манев – (1837 – 1839)[1][4]
- Никола Тороманов – (1856 – 1857), (1878 – неизв,)[4]
- Тодор Бучков – (1859 – 1870), бъдещ свещеник[1]
- Павел Клисурски – (1863 – 1864), бъдещ свещеник[1]
- Дончо Плачков – (1864 – 1865)[1]
- Нешо Манев – (1868 – 1869)[1]
- Тодор Минчов – (1868 – 1871)[1]

### Учителки в девическото училище
- Калугерка Хаджи Татяна – (1853 – 1859), главна учителка, от Тетевен[5]
- Ивана Хаджигерова – (1850 – 1861), Ивана е учителка на момичетата в килийното училище на баща си и първа жена учителка в Копривщица
- Дела – (1858 – 1859)
- Баба Хаджи Анастасия – (1858 – 1859)
- Евлампия Векилова – (1860 – 1867), (1875 – 1892)[6]
- Ана Минин – (1874 – 1875), от град Сопот[1]
- Харетина Мильова – (1876 – 1877)[1]
- Рада Киркович – (1879–1885),[7] (неизв. – 1896)

## Учители след 1900
- Петко Сиреков
- Стефан Станчев[8]
- Туше Влахов[8]
- Мария Пантева[8]
- Дамян Брайков
- Добрин Иванов

## Директори след 1900
- Драгия Делиделвов
- Иван Джартазанов[8]
- Лука Доросиев
- Лука Ослеков
- Цветан Вътков
- Цоньо Неделкин
- Недельо Меслеков
- Бойка Дюлгерова
- Искро Косев

## Килийни учители в Копривщица
- Добре Геров-Мушек – (неизв.)
- Геро Добрович-Мушек – (1810 – 1824), (1830 – 1834)[9]
- Поп Никита Вапцилката – (неизв.)[9]
- Поп Лулчо – (неизв.)[9]
- Груйо Попгенчов – (неизв.)[9]
- Иван Джукелът – (неизв.)[9]